# José Caudí

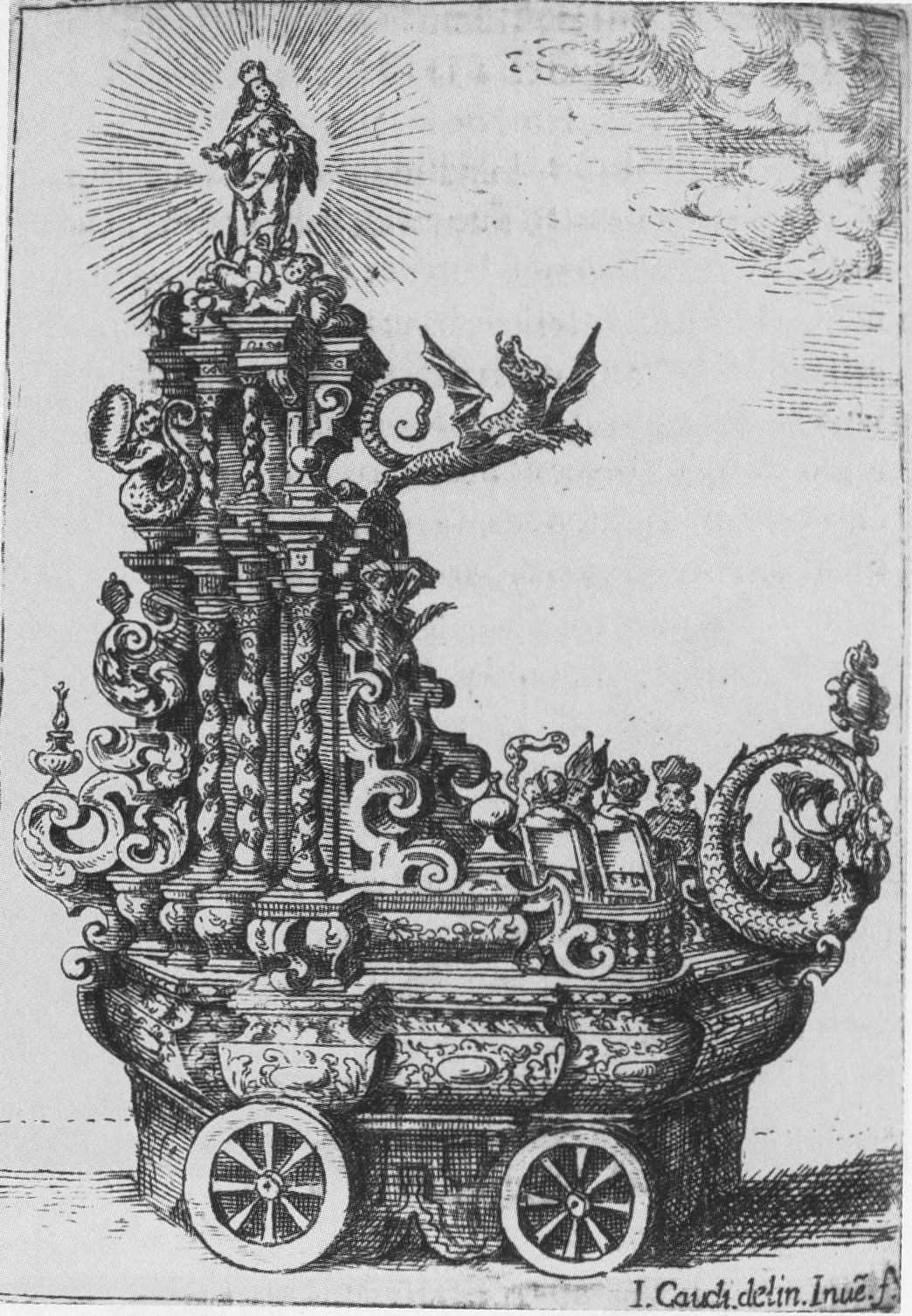
Carro de los sastres, grabado de José Caudí para Juan Bautista Valda, Solenes fiestas, que celebró Valencia, a la Inmaculada Concepción de la Virgen María, Valencia, 1663.

José Caudí (Valencia ca. 1640 - Madrid, 1696) fue un tracista, pintor, grabador y escenógrafo español. En algunas fuentes se le identifica como ingeniero o arquitecto; pero siempre de arquitectura efímera. A su muerte era ayuda de trazador de Palacio, siendo sucedido en su puesto por José de Churriguera.
No se sabe exactamente la fecha de su nacimiento, pero sus primeras obras, datadas en 1662, son los proyectos para los altares y carros triunfales de las fiestas celebradas en Valencia con motivo de la bula del papa Alejandro VII en favor de la Inmaculada Concepción, de las que existe descripción escrita por Juan Bautista Valda e impresa por Jerónimo Villagrasa, Solenes fiestas, que celebró Valencia, a la Inmaculada Concepción de la Virgen María, con grabados del propio Caudí, sobre dibujo de Andrés Marzo el de portada y el resto invención suya. También participó en las trazas e invenciones con que Valencia celebró la canonización de San Luis Beltrán y le corresponden los grabados que ilustran la descripción que de aquellas fiestas dejó Tomás López de los Ríos, Auto glorioso; Festejo sagrado con qve el insigne Colegio de la preclara Arte de Notaria celebró la Canonización de el Señor S. Luis Bertran..., Valencia, 1674.
Hacia 1679 se desplazó a Madrid donde realizó los decorados para Psique y Cupido de Calderón de la Barca. Este trabajo resultó ser muy alabado, lo que le proporcionó la oportunidad de hacer los de Faetón y Hado y divisa de Leonido y de Marfisa. Su carácter innovador se demuestra también en las tarascas para las carrozas de las procesiones del Corpus Christi en Madrid en 1683. 
En 1689 diseñó el túmulo para las exequias de la reina María Luisa de Orleans en el Real Monasterio de la Encarnación
y trabajó en un espectacular retablo cinético para la iglesia del Hospital de Antón Martín (1693). Según María Asunción Flórez Asensio,

La actividad de Caudí, prácticamente toda ella de carácter teatral y por tanto perecedero, se inscribe dentro de una tradición en la que los escenógrafos al servicio del rey colaboran en ocasiones determinadas con el Ayuntamiento.

Y para Alfonso E. Pérez Sánchez

Caudí parece hallarse más a caballo entre la condición artística de inventor y la de simple artesano.

En 1990, la Asociación de Directores de Escena de España instauró un premio llamado Joseph Caudí de escenografía.